# 竹内梢
小郷 梢（こごう こずえ、旧姓 竹内梢 たけうち こずえ 1982年10月10日 -）は、MBC南日本放送の元キャスター。愛知県岡崎市出身。早稲田大学を卒業後、2006年にMBCへ入社。2013年にMBCを退社。結婚し、名前を小郷梢に。フリーアナウンサーとして活動。所属事務所はライムライト。

## 人物
- 竹内のアナウンサーとしての同期には吉田智大、末永安佳梨、豊平有香（2002年入社、報道部から異動）がいる。また、直前には先輩アナウンサーの退社・休職が相次いだ為、同時期にCMAから経験者の竹下裕理が派遣された（3年契約）。

- ニックネームは局内や鹿児島では主に「こずこず」、実家や幼なじみからなどからは「こーちゃん」とも呼ばれる。深夜のTV番組を担当しているため、「24時のシンデレラ」とも呼ばれることもある。

- また、実家は、岡崎市の中心である康生通に古くからある歯科医院、岡崎城の近くで窓から良く見えるらしい。綺麗な歯並びで白い歯をしているが、小学生の時、学校の検診で虫歯カードを貰い歯科医の父に怒られたことがある。

- 中学生時代、ある先生から声質の良さを見出され、1年生から3年生まで3年連続でNHK杯全国中学校放送コンテスト愛知県大会のアナウンス部門に参加し、全て入賞。特に3年生ではアナウンス部門にて最優秀賞を受賞。こうした経験が、のちにアナウンサーを目指すことになるきっかけの1つとなる。

- 食が何より大好き、お楽しみソフト「脳内メイカー」に氏名を入力して解析すると頭の中に食の文字で埋め尽くされている。

- 女性でありながら局内きっての好角家で大相撲は欠かさずチェックしている。特技は中国語で中国へ一年間留学した経験があり、2009年2月に局の企画で台湾観光を特集した際に中国語でインタビュー・レポートするなど、流暢な会話を披露した。

- 姉は元巨乳グラビアアイドルの竹内のぞみ、母方のいとこには、かつてTV番組「恋のから騒ぎ」で人気が高かった学生タレントの彦六師匠こと加藤恵美がいる。

- 2011年からアナウンサーからニュースキャスターへ昇格。

- 2013年11月1日をもってMBCを退社。

- 現在は、ライムライトに所属し、フリーアナウンサーとして活動。

## 過去の担当番組
- お嬢の教室（土曜日、ラジオ/2007年4月～2008年3月）
- むっちゃんのきょうも元気にChi・Ka・Raこぶ（月曜～金曜：朝6:30　-　9：40ラジオ）
  - 希望のリボン
  - 歌のない歌謡曲
- おＪの教室（火曜日、ラジオ/2008年4月～2009年3月）
- かごしま24（テレビ/2009年3月30日～2011年3月25日)
- MBCニューズナウ（テレビ）
- MBCニュース（テレビ）
- MBC50ニュース（ラジオ）